# Wilmcote
Wilmcote est un village et une paroisse civile du Warwickshire, en Angleterre. Administrativement, il dépend du district de Stratford-on-Avon.